# Matt Rawle
Matt Rawle (Birmingham, 10 marzo 1974) è un attore e cantante inglese.

## Biografia
Debutta sulle scene  del West End nel 1996, con il ruolo da protagonista nel musical Martin Guerre, a cui segue quello del Principe Azzurro in Into the Woods alla Donmar Warehouse nel 1998. Ha recitato anche in altri musical, tra cui Les Misérables (Dublino, 1999), Hard Times (Londra, 2000), Hello Again (Londra, 2001), Almost Like Being in Love (Londra, 2001), la rivista Putting it Together (Chichester, 2001), Camelot (Londra, 2004) e Assassins (Sheffield, 2004).
Nel 2006 torna a recitare nel West End nel primo revival londinese del musical di Andrew Lloyd Webber e Tim Rice Evita con Elena Roger e Philip Quast. Nel 2007 interpreta il giovane Alex nel tour inglese di un altro musical di Lloyd Webber, Aspects of Love.
Nel 2008 interpreta Don Diego de la Vega/Zorro nel musical del West End Zorro e per la sua performance viene candidato al Laurence Olivier Award al miglior attore in un musical. L'anno successivo interpreta Fabrizio nella prima produzione europea del musical The Light in the Piazza con Caroline Sheen e nel 2011 è il capocomico in Pippin alla Menier Chocolate Factory.
Nel 2012 ricopre il ruolo di Clifford Bradshaw nel tour inglese e nel revival londinese di Cabaret con Will Young e Siân Phillips. Nel 2015 è Billy Crocker nel tour britannico del musical di Cole Porter Anything Goes.

## Filmografia

### Televisione
- Holby City - serie TV, 2 episodi (2010-2017)
- Doctors - serie TV, 1 episodio (2014)
- Trust - Il rapimento Getty - serie TV, 1 episodio (2018)
- Padre Brown - serie TV, 1 episodio (2019)